# Đường cao (tam giác)

Ba đường cao của một tam giác đồng quy tại trực tâm

Trong hình học, đường cao (tiếng Anh: altitude) của một tam giác là đoạn thẳng kẻ từ một đỉnh và vuông góc với đường thẳng chứa cạnh đối diện. Cạnh đối diện này được gọi là đáy ứng với đường cao. Giao điểm của đường cao và đáy được gọi là chân của đường cao. Độ dài của đường cao là khoảng cách giữa đỉnh và đáy, và quá trình vẽ đường cao này được gọi là hạ vuông góc từ đỉnh đó. Đường cao là một trường hợp đặc biệt của phép chiếu.
Độ dài đường cao được sử dụng để tính diện tích của một tam giác: diện tích tam giác bằng nửa tích đường cao nhân với đáy. Vì vậy, đường cao dài nhất vuông góc luôn với cạnh ngắn nhất của tam giác. Các đường cao cũng liên quan đến các cạnh của tam giác qua các hàm lượng giác.
Độ dài đường cao thường được ký hiệu là chữ h (viết tắt cho từ tiếng Anh height; có nghĩa là "chiều cao") và thường viết xuống dưới là chữ đại diện cho độ dài của cạnh đường cao đó cắt. Ví dụ, đường cao vuông góc cạnh c sẽ được ký hiệu là {\displaystyle h_{c}}.
Trong một tam giác cân, đường cao kẻ từ đỉnh cân - đường trung tuyến ứng với cạnh đáy - đường phân giác kẻ từ góc ở đỉnh trùng nhau.

Trong một tam giác vuông, đường cao có đáy là một cạnh góc vuông trùng với cạnh góc vuông còn lại. Đường cao với đáy là cạnh huyền chia cạnh huyền thành hai đoạn có độ dài lần lượt là p và q, ta có quan hệ:
{\displaystyle h_{c}={\sqrt {pq}}} (định lý trung bình nhân)

## Trực tâm
Ba đường cao của tam giác đồng quy tại một điểm, điểm này gọi là trực tâm (tiếng Anh: orthocenter) của tam giác.
Ta có tính chất: "Khoảng cách từ một đỉnh tới trực tâm của một tam giác bằng hai lần khoảng cách từ tâm đường tròn ngoại tiếp tam giác đó đến trung điểm cạnh nối hai đỉnh còn lại".
Trực tâm của tam giác vuông trùng với đỉnh góc vuông của nó.
Tính chất:
Trong tam giác cân, đường cao ứng với cạnh đáy đồng thời là đường trung tuyến, đường phân giác, đường trung trực xuất phát từ đỉnh đối diện của cạnh đó.
Trực tâm của tam giác đều ABC trùng với tâm đường tròn nội tiếp tam giác tạo bởi ba đỉnh là chân ba đường cao từ các đỉnh A, B, C đến các cạnh BC, AC, AB tương ứng.
Định lý Carnot: Đường cao tam giác ứng với một đỉnh cắt đường tròn ngoại tiếp tại điểm thứ hai là đối xứng của trực tâm qua cạnh tương ứng.

## Sách tham khảo
- Durell, C. V. Modern Geometry: The Straight Line and Circle. London: Macmillan, p. 20, 1928.
- Johnson, R. A. Modern Geometry: An Elementary Treatise on the Geometry of the Triangle and the Circle. Boston, MA: Houghton Mifflin, 1929.
- Bogomolny, A. "The Altitudes." http://www.cut-the-knot.org/triangle/altitudes.html Lưu trữ ngày 4 tháng 7 năm 2008 tại Wayback Machine.
- Coxeter, H. S. M. and Greitzer, S. L. "More on the Altitude and Orthocentric Triangle." §2.4 in Geometry Revisited. Washington, DC: Math. Assoc. Amer., pp. 9 and 36-40, 1967.